# 유로리전
유로리전(Euroregion)은 인접한 2개 이상의 유럽 국가의 지역들, 특히 상호보완적 역할을 담당할 수 있는 지역들이 초국경적·동반자적으로 통합되면서 연결된 단일지역을 가리킨다. 이렇게 형성되는 지역들은 유럽통합 혹은 유럽의 미래 비전을 상징하는 공간으로 인식된다. 유럽국경지역연합(AEBR)의 정의에 따르면, 유로리전은 국경의 양측에 위치하는 지방 및 지역당국에 의한 상설사무국 및 기술행정팀을 지닌 국경을 지닌 연합체이다. 유로리전은 초경지대의 한 특정한 형태이다.

## 특징
유로리전은 다음의 특징 중 일부를 지닌다.
- 각국 지역 내 도시체계의 내부적 통합도가 낮다.
- 인접국 지역과 언어적으로 동일문화권을 형성한다.
- 전통 산업의 쇠퇴로 인한 경제침체로 인해 실업 문제가 있고, 새로운 공간구조의 개발을 필요로 한다.
- 인접 국가 도시 사이에 상호보완 가능한 기능이 존재한다.
- 국가 단위에서는 주변지역의 입지를 점하고 있지만, 유럽통합공간 단위에서는 지리적 중심부를 형성한다.
- 유럽의 주요 대도시권과 연결되는 교통망이 잘 정비된 교통 결절지이다.
- 유로 리전의 주민들은 여전히 국가에 자신을 동일시하고 국가에 큰 의미를 부여하는 경향을 보인다.

## 한계
유로리전은 다음의 한계 중 일부를 지닌다.
- 각 도시 지역이 인근 타 국가 대도시권의 위성도시화될 소지가 있다.
- 경제적 필요 등 외적 요인에 의한 교류 증가가 반드시 접경 지역 주민들 간의 내적 관계 개선이나 공동체 의식을 유발하지는 않는다.
- 월경협력에도 불구하고 책임소재 기관의 미비 등으로 인해 주민들이 원하는 목표에 도달하지 못할 경우, 오히려 주민들이 월경협력 문제에 무관심해지는 타성화 효과 (Inuring effect)가 나타날 수 있다.

## 사례
유로리전으로 일컬어지는 지역은 다음과 같다.
- "라인강 상류"("Upper Rhine") - Regio TriRhena 지역 : 스위스 바젤을 중심으로 하는 라인강 상류 스위스 독일 프랑스 접경지역. 1975년에 결성.
- 프랑스 노르-빠-드-깔레 (Nord-Pas-de-Calais) 지역 + 영국 Kent 지역 (영불해협) + 벨기에 남부지역
- 프랑스 Languedoc-Roussion + Midi-Pyrenees + 스페인 Catalogne (피레네 산맥)